# Диференцијација наставе
Диференцијација наставе је организациона мера која усмерава ученике према њиховим специфичним, међусобним разликама, у повремене или сталне, хомогене или хетерогене наставне групе.

## Модели наставне диференцијације
Наставна диференцијација може бити спољашња, унутрашња и флексибилна.
Чистих модела има мало јер се са манифестним обележјима, која су типична за одређени модел, преплићу и латентни нетипични елементи.Тако се у спољашњој диференцијацији често могу открити примесе унутрашње, а у унутрашњој елементи спољашње диференцијације.

### Спољашња или продуктивна наставна диференцијација
Наставна организација у оквиру које су ученици,обично према способностима, темпу напредовања и интересовањима, подељени на хомогеније, просторно одвојене, трајније профилисане наставне групе, са нејединственим наставним циљевима, садржајима и даљим образовним могућностима.Ученици могу бити спољашње диференцирани према различитим мерилима и на различитим школским ступњевима.
На средњошколском ступњу спољашња диференцијација је обично неопходна, а у обавезном школству је конзервативна јер има низ недостатака.Пре свега ученике социјално дискриминише, негативно утиче како на развој њихове личности тако и на њихов социјални развој, а слабије ученике обележава.Њена релативна предност је само у томе што може да убрза развој најспособнијих ученика.
Поред расног,верског,националног,полног и приватношколског диференцирања ученика у свету је најраспрострањенија продуктивна диференцијација са следећим моделима.Различити смерови обавезног школовања деле ученике, обично после четвртог или петог разреда основне школе,на просторно,административно и организационо потпуно одвојене смерове даљег школовања. 
Различити смерови унутар заједничке школе (енгл.streaming-sistem) деле ученике на сталне наставне групе на свим наставним предметима.Различити наставни смерови за поједине наставне предмете (енгл.setting-sistem) према способностима за учење, трајно раздвајају ученике када су у питању тежи наставни предмети, нпр математика, страни језик,..док се у осталим наставним предметима настава одвија у хетерогеним наставним групама.

### Унутрашња или дидактичка диференцијација
На основу социјалне припадности ученика и на основу њихових способности за учење, чува природне хетерогене наставне групе, индивидуалне способности, а жеље и потребе ученика уважава комбиновањем социјалних наставних видова, интензивнијом индивидуализованом помоћи у настави и другим специјалним корективним и компензаторским наставним решењима.Груписање ученика се обавља спонтано, добровољно, на основу интересовања, међусобних односа и узајамне помоћи, повратно и краткотрајно, а посебна брига је намењена слабијим и способнијим ученицима.Унутрашња диференција се развила као реакција на социјално дикриминативне недостатке спољашње диференцијације и на основу динамичног схватања учења и његове ендогене биолошке условљености.
Могућности унутрашње диференцијације су садржајне и дидактичке.Садржајне обухватају поделу наставног садржаја на основни и додатни ниво према квантитативној (обухватној) и квалитативној (дубинској) страни, са нагласком на више теоријске и више практичне наставне садржаје.Ученици могу да изаберу те могућности с обзиром на своје способности за учење и интересовања. За дидактичку диференцијацију је значајно да су ученици различито пријемчиви за различите наставне методе и видове. Већа дидактичка флексибилност наставе се постиже варирањем наставних метода; комбиновањем наставних метода и комбиновањем фронталног, групног, индивидуалног и рада у паровима.Нарочито посредни наставни видови омогућавају ученицима адекватније учење, а наставнику пружање благовремене индивидуализоване помоћи.Могућности унутрашње диференцијације су ограничене јер она може да задовољава само мање разлике у способностима за учење између ученика и захтева висок школски стандард, што је чини прикладнијом за нижи и средњи степен школовања.

### Флексибилна наставна диференцијација
Обухвата све моделе диференцијација који се налазе између спољашње и унутрашње диференцијације. За њих је карактеристично преплитање хетерогених и хомогених, већих и мањих наставних група и базичне и степеноване наставе.У појединим моделима те комбинације су веома специфичне, што једнима даје више обележја спољашње, а другима унутрашње диференцијације.Главни модели флексибилне диференцијације су: сукцесивно комбиновање базичне и степеноване наставе, при чему се већи део наставе одвија у хетерогеним наставним групама, а у преосталом времену настава тече у хомогеним групама.Индивидуално планирана настава прилагођена је сваком ученику, нарочито његовом претежно индивидуалном раду или учењу у мањим групама.У пројектној методи појединац или више ученика међу актуелним наставним темама изаберу ону која их највише интересује да би је у школи или, или ван ње, самостално обрадили. За тимску наставу је карактеристично да два или више наставника заједно планирају, изводе и оцењују наставни рад у једном или више разреда.У школи без разреда ученици састављају програм рада с обзиром на своје предзнање и способности и на основу тога се укључују у групе различитих наставних захтева, дакле, за различите предмете у различите разреде.У флексибилну диференцијацију спадају и модели као што су: програмирана настава и настава помоћу рачунара, допунска и додатна, акцелерација.